# Куцівська сільська рада (Новгородківський район)
| Куцівська сільська рада — колишній орган місцевого самоврядування у Новгородківському районі Кіровоградської області з адміністративним центром у с. Куцівка. Сільській раді підпорядковані населені пункти: - с. Куцівка - с. Білозерне - с. Просторе - с. Ручайки - с. Сотницьке |

## Склад ради
Рада складалася з 16 депутатів та голови.

### Керівний склад ради
| ПІБ                        | Основні відомості                                                         | Дата обрання | Дата звільнення |
| -------------------------- | ------------------------------------------------------------------------- | ------------ | --------------- |
| Школа Олег Олексійович     | Сільський голова, 1971 року народження, освіта, безпартійний              | 26.03.2006   | 31.10.2010      |
| Лаліменко Наталія Іванівна | Сільський голова, 1968 року народження, освіта вища, член Партії регіонів | 31.10.2010   |                 |

Примітка: таблиця складена за даними джерела

## Населення
Згідно з переписом УРСР 1989 року чисельність наявного населення сільської ради становила 1996 осіб, з яких 909 чоловіків та 1087 жінок.
За переписом населення України 2001 року в сільській раді мешкало 1711 осіб.

### Мова
Розподіл населення за рідною мовою за даними перепису 2001 року:
| Мова       | Відсоток |
| ---------- | -------- |
| українська | 95,08 %  |
| російська  | 4,51 %   |
| білоруська | 0,12 %   |
| молдовська | 0,12 %   |
| болгарська | 0,06 %   |
| угорська   | 0,06 %   |